# Championnat de Belgique et des Pays-Bas de basket-ball
Le championnat de Belgique et des Pays-Bas de basket-ball est une compétition annuelle de basket-ball masculin en Belgique et aux Pays-Bas disputée depuis 2021. La compétition, appelée communément BNXT League, regroupe 19 équipes masculines des deux pays, sous réserve de l'obtention d'une licence à la suite d'un audit essentiellement budgétaire et financier, dans un format fermé sans relégation.

## Histoire
Le 20 juin 2022 la BNXT League annonce que les Hagues Royals n'obtiennent pas leur licence pour la saison 2022-2023 et que le championnat se réduit à 20 équipes.
Pour la saison 2023-2024 l'Apollo Amsterdam ne reçoit pas de licence. Le club est remplacé par les Courtrai Spurs qui font leur première apparition au plus haut niveau.
En manque de ressources financières à la suite du départ de son sponsor betFIRST, la BNXT League annonce que tous les clubs du championnat seront désormais actionnaires.

## Formule

### Phase régulière (jusqu'à la saison 2023-2024)
Phase régulière nationale
Lors de la phase régulière nationale chaque équipe belge affronte les 10 autres équipes belges en aller-retour. Les 9 clubs néerlandais font de même entre clubs néerlandais de leur côté. À la fin de cette première phase on obtient deux classements séparés. Les 5 meilleures équipes de chaque pays se qualifient pour l'Elite Gold et les 6 équipes belges et 4 équipes néerlandaises restantes pour l'Elite Silver.
Phase régulière transfrontalière
Elite Gold : Lors de la deuxième phase les 5 équipes belges affrontent les 5 équipes néerlandaises dans le groupe Elite Gold en double confrontation, soit 10 matchs par équipe. Toutes les équipes d'Elite Gold sont automatiquement qualifiées pour les Playoffs nationaux de leurs pays respectifs.
Elite Silver : En Elite Silver, les 6 équipes belges affrontent les 4 équipes néerlandaises également en double confrontation. Les 4 équipes néerlandaises disputent ainsi 12 rencontres contre des équipes belges alors que les équipes belges ne disputent que 8 rencontres contre des équipes néerlandaises. Pour rééquilibrer cette différence, les équipes belges disputent également 4 rencontres contre d'autres équipes belges en Elite Silver. Au terme de la phase régulière Elite Silver, les 3 meilleures équipes belges et les 3 meilleures équipes néerlandaises du classement se qualifient pour les Playoffs nationaux de leurs pays respectifs. Les 4e, 5e et 6e meilleures équipes belges ainsi que la 4e meilleure équipe néerlandaise d'Elite Silver, voient leur saison se terminer à la fin de cette phase.

### Phase régulière (à partir de la saison 2024-2025
À partir de la saison 2024-2025, la league adopte un nouveau format dans lequel les 19 équipes s'affrontent toutes (match aller et retour) durant la phase régulière de la saison. Les meilleures équipes classées de chaque pays se rencontrent ensuite dans des playoffs nationaux, et les deux vainqueurs nationaux se rencontrent en finale pour déterminer le vainqueur du championnat BNXT.

### Playoffs
Playoffs nationaux (jusqu'à la saison 2023-2024)
Lors des Playoffs nationaux, les deux pays se séparent à nouveau.
Quarts de finale:  Les Playoffs belges débutent en quarts de finale. La 1re équipe belge au classement d'Elite Gold affronte la 3e meilleure équipe belge d'Elite Silver. La 2e meilleure équipe belge d'Elite Gold affronte la 2e meilleure équipe belge d'Elite Silver. La 3e meilleure équipe belge d'Elite Gold affronte la meilleure équipe belge d'Elite Silver. Finalement, la 4e meilleure équipe belge d'Elite Gold affronte la 5e meilleure équipe belge d'Elite Gold. Les rencontres se jouent dans une série au meilleure des 3 matchs. La première équipe à deux victoires se qualifie ainsi pour les demi-finales. Le même principe s'applique pour les Playoffs néerlandais.
Demi-finales : En demi-finales, les qualifiés du tour précédent s'affrontent dans une série au meilleur des5 matchs. La première équipe à trois victoires se qualifie pour la finale des Playoffs de son pays. Le tableau est conçu de manière que les premiers et deuxièmes de l'Elite Gold de chaque pays ne se rencontrent pas avant la finale.
Finale : En finale belge et néerlandaise la première équipe à trois victoires remporte le titre de champion de Belgique et champion des Pays-Bas.
Playoffs nationaux (à partir de la saison 2024-2025)
Lors des Playoffs nationaux, les deux pays se séparent et s'affrontent dans des playoffs classiques. Vu qu'il n'y a plus de classements Elite Gold et Elite Silver, la structure des playoffs est plus simple: le 1er classé affronte le 8eme classé national, etc.
Playoffs BNXT
 Les Playoffs BNXT se jouent comme une sorte de Supercoupe depuis la saison 2023-2024. Le champion de Belgique affronte le champion des Pays-Bas dans une série au meilleur des 3 matchs. La première équipe qui remporte deux manches est couronée champion BNXT.

### Relégation
Pour la saison 2024-2025, le dernier des 19 équipes de la league BNXT sera relégué en division inférieure nationale. Il ne sera pas remplacé, de manière à ne conserver que 18 équipes pour la saison 2025-2026. La définition des montants et relégués après la saison 2025-2026 est toujours à définir.

## Clubs participants
| Club                        | Entraîneur              | Depuis        | Salle                                               | Capacité théorique | Saisons en D1 |
| Belgique (11)               | Belgique (11)           | Belgique (11) | Belgique (11)                                       | Belgique (11)      | Belgique (11) |
| --------------------------- | ----------------------- | ------------- | --------------------------------------------------- | ------------------ | ------------- |
| Union Mons-Hainaut          | Frank De Meulemeester   | 2025          | Mons.Arena (Mons)                                   | 4 000              | 25            |
| Brussels Basketball         | Serge Crèvecoeur        | 2023          | Complexe sportif de Neder-Over-Heembeek (Bruxelles) | 1 200              | 12            |
| Filou Ostende               | Georgios Dedas (en)     | 2025          | COREtec Dôme (Ostende)                              | 5 000              | 53            |
| House of Talents Spurs      | Johan Roijakkers (en)   | 2024          | Sportcampus Lange Munte (Courtrai)                  | 2 400              | 2             |
| Hubo Limbourg United        | Raymond Westphalen (nl) | 2021          | Sporthal Alverberg (Hasselt)                        | 1 730              | 11            |
| Kangoeroes Basket Malines   | Tony Van den Bosch (nl) | 2024          | Sporthal Winketkaai (Malines)                       | 1 500              | 11            |
| Okapi Alost                 | Olivier Foucart (nl)    | 2025          | Okapi Forum (Alost)                                 | 2 800              | 38            |
| Spirou Basket               | Sam Rotsaert (nl)       | 2019          | Dôme (Charleroi)                                    | 6 400              | 36            |
| Stella Artois Louvain Bears | Krsitof Michiels (nl)   | 2024          | SportOase (Louvain)                                 | 3 400              | 36            |
| Telenet Giants Antwerp      | Roel Moors              | 2025          | Lotto Arena (Anvers)                                | 5 500              | 27            |
| Pays-Bas (8)                |                         |               |                                                     |                    |               |
| Basketbal Academie Limbourg | Radenko Varagić (en)    | 2022          | Sporthal Boshoven (Weert)                           | 1 000              | 8             |
| Le Helder Suns              | Paul Vervaeck (nl)      | 2024          | Sporthal Sportlaan (Le Helder)                      | 1 000              | 8             |
| Donar                       | Jason Dourisseau (en)   | 2022          | MartiniPlaza (Groningue)                            | 4 350              | 51            |
| Heroes Bois-le-Duc          | Erik Braal (nl)         | 2021          | Maaspoort (Bois-le-Duc)                             | 3 500              | 54            |
| Landstede Hammers           | Gaëlle Bouzin           | 2024          | Landstede Sportcentrum (Zwolle)                     | 1 200              | 30            |
| LWD Basket                  | Vincent van Sliedregt   | 2021          | Sportcentrum Kalverdijkje (Leeuwarden)              | 1 700              | 11            |
| Rotterdam City              | Tim Arns                | 2023          | Topsportcentrum Rotterdam (Rotterdam)               | 2 500              | 35            |
| Zorg en Zekerheid Leyde     | Doug Spradley (en)      | 2022          | Vijf Meihal (Leyde)                                 | 2 000              | 38            |

### Anciens clubs
- The Hague Royals 2021-2022
- Apollo Amsterdam 2021-2023
- RSW Liège Basket 2021-2024
- Yoast United 2021-2025

## Palmarès
| Équipes            | Titres | Années     |
| ------------------ | ------ | ---------- |
| ZZ Leyde           | 2      | 2022, 2023 |
| BC Ostende         | 1      | 2024       |
| Kangoeroes Malines | 1      | 2025       |

| Équipes    | Titres | Années                 |
| ---------- | ------ | ---------------------- |
| BC Ostende | 4      | 2022, 2023, 2024, 2025 |

| Équipes            | Titres | Années     |
| ------------------ | ------ | ---------- |
| ZZ Leyde           | 2      | 2023, 2024 |
| Heroes Bois-le-Duc | 2      | 2022, 2025 |

## MVP BNXT League
| Année | Joueur                | Équipe             |
| ----- | --------------------- | ------------------ |
| 2022  | Levi Randolph         | BC Ostende         |
| 2023  | Brian Fobbs (en)      | Kangoeroes Malines |
| 2024  | Damien Jefferson (en) | BC Ostende         |
| 2025  | Timmy Allen           | BC Ostende         |